# Gramadal (Morropón)
Gramadal es una localidad peruana ubicada en el distrito de Salitral, perteneciente a la provincia de Morropón del departamento de Piura, al norte del Perú. 

## Ubicación
Gramadal se ubica al sureste de la provincia de Morropón, en el distrito de Salitral, en el departamento de Piura.

## Demografía
En 2017 Gramadal tenía una población de 34 habitantes.